# تاني سايبريس
تاني سايبريس (بالإنجليزية: Tawny Cypress)‏ ممثلة أمريكية من مواليد 8 أغسطس 1976 في ولاية نيوجيرسي.

## مواقع خارجية
- تاني سايبريس على موقع IMDb (الإنجليزية)
- تاني سايبريس على موقع روتن توميتوز (الإنجليزية)
- تاني سايبريس على موقع ألو سيني (الفرنسية)
- تاني سايبريس على موقع أول موفي (الإنجليزية)
- تاني سايبريس على موقع إن إن دي بي (الإنجليزية)
- تاني سايبريس على موقع قاعدة بيانات الفيلم (الإنجليزية)
- تاني سايبريس على موقع كينوبويسك (الروسية)